# Südschweden
Südschweden ist eine Landesregion Schwedens.

## Zum Begriff
Südschweden umfasst
- im engeren Sinne (schwedisch Sydsverige, Skåneland) die historischen Provinzen Schonen (Skåne), Blekinge und Halland, die erst 1658 durch den Frieden von Roskilde von Dänemark an Schweden fielen und bis heute kulturelle und sprachliche Eigenarten bewahrt haben.
- im weiteren Sinne (schwedisch Södra Sverige) die gesamte Südhälfte bzw. den historischen Kern Schwedens einschließlich der Hauptstadt Stockholm, in deren Gebiet die Mehrheit aller Schweden lebt, grob bis zur Gegend des Dalälven.

Je nachdem kann man in Süd-, Mittel- und Nordschweden (Landesteile von Süd nach Nord), oder Süd-, Ost- und Nordschweden (götaländische, svaeländische Ebenen, Skandinavisches Gebirge/Skanden), oder Süd-, Ost-, West- und Nordschweden (an den Wasserscheiden des Südens), oder nur Süd- und Nordschweden (Länder im Südosten und Skanden) gliedern.
Södra Sverige als NUTS-1-Region (SE2) umfasst folgende Riksområdena (Reichsgebiete): 
- Sydsverige (SE22 ‚Südschweden‘) mit Blekinge (SE221) und Skåne län (SE224)
- Småland (SE21) mit Jönköpings (SE211), Kronobergs (SE2124), Kalmar (SE213) und Gotlands län (SE214)
- Västsverige (SE23 ‚Westschweden‘) mit Hallands (SE231) und Västra Götalands län (SE232)

Das entspricht etwa dem historischen Landesteil Götaland (ohne Östergötland), bis an den Dalälven erstreckt sich Östra Sverige (SE1 ‚Ostschweden‘) mit Stockholm.

## Topografie
Der südlichste Teil, die historische Provinz Schonen, ist eine Fortsetzung der Tiefebene Norddeutschlands und Dänemarks. In Schonen liegt auch der tiefste Punkt Schwedens (ausgenommen Seen etc.) mit 2,4 Metern unter dem Meeresspiegel.
Nördlich davon erstreckt sich das Südschwedische Hochland, eine Hochebene umgeben von einer Hügellandschaft mit einer großen Anzahl von lang gestreckten Seen, die durch eiszeitliche Erosion entstanden sind.